# 1991-es Formula–1 amerikai nagydíj
Az amerikai nagydíj volt az 1991-es Formula–1 világbajnokság szezonnyitó futama.

## Futam
Az évadnyitó futamot az arizonai Phoenixben rendezték. Sennáé lett a pole Prost, Patrese és Mansell előtt. A rajtnál Mansell megelőzte Patresét, aki a 22. körben kísérletet tett csapattársa visszaelőzésére, de az aszfaltozott bukótérbe csúszott, így Alesi és Berger mögé esett vissza. Végül mindkét Williams-Renault váltóhiba miatt esett ki, Patrese pálya közepén álló autójába Roberto Moreno hajtott bele. Prost boxkiállása után a 7. helyre esett vissza, de a 70. körben már a negyedik volt. Egy egyenesben megelőzte az előtte haladó Alesit és Piquet-t is. Alesit Stefano Modena is megelőzte, majd a francia váltóhibával kiesett. 
Senna nyert Prost, Piquet, Modena, Nakadzsima és Szuzuki Aguri előtt.
|         | Rsz. | Versenyző          | Csapat             | Körök | Idő/Kiesések       | Rajthely | Pontok |
| ------- | ---- | ------------------ | ------------------ | ----- | ------------------ | -------- | ------ |
| 1       | 1    | Ayrton Senna       | McLaren-Honda      | 81    | 2:00.47,828        | 1        | 10     |
| 2       | 27   | Alain Prost        | Ferrari            | 81    | + 16,322           | 2        | 6      |
| 3       | 20   | Nelson Piquet      | Benetton-Ford      | 81    | + 1:17,376         | 5        | 4      |
| 4       | 4    | Stefano Modena     | Tyrrell-Honda      | 81    | + 1:25,409         | 11       | 3      |
| 5       | 3    | Nakadzsima Szatoru | Tyrrell-Honda      | 80    | + 1 kör            | 16       | 2      |
| 6       | 30   | Szuzuki Aguri      | Larrousse-Ford     | 79    | + 2 kör            | 21       | 1      |
| 7       | 34   | Nicola Larini      | Lambo-Lamborghini  | 78    | + 3 kör            | 17       |        |
| 8       | 17   | Gabriele Tarquini  | AGS-Ford           | 77    | + 4 kör            | 22       |        |
| 9       | 23   | Pierluigi Martini  | Minardi-Ferrari    | 75    | Motorhiba          | 15       |        |
| 10      | 32   | Bertrand Gachot    | Jordan-Ford        | 75    | Motorhiba          | 14       |        |
| 11      | 7    | Martin Brundle     | Brabham-Yamaha     | 73    | + 8 kör            | 12       |        |
| Kiesett | 28   | Jean Alesi         | Ferrari            | 72    | Váltó              | 6        |        |
| Kiesett | 11   | Mika Häkkinen      | Lotus-Judd         | 59    | Motorhiba          | 13       |        |
| Kiesett | 6    | Riccardo Patrese   | Williams-Renault   | 49    | Váltó              | 3        |        |
| Kiesett | 19   | Roberto Moreno     | Benetton-Ford      | 49    | Ütközés            | 8        |        |
| Kiesett | 9    | Michele Alboreto   | Footwork-Porsche   | 41    | Motorhiba          | 25       |        |
| Kiesett | 16   | Ivan Capelli       | Leyton House-Ilmor | 40    | Váltó              | 18       |        |
| Kiesett | 25   | Thierry Boutsen    | Ligier-Lamborghini | 40    | Motorhiba          | 20       |        |
| Kiesett | 2    | Gerhard Berger     | McLaren-Honda      | 36    | Üzemanyagszivattyú | 7        |        |
| Kiesett | 5    | Nigel Mansell      | Williams-Renault   | 35    | Váltó              | 4        |        |
| Kiesett | 15   | Maurício Gugelmin  | Leyton House-Ilmor | 34    | Váltó              | 23       |        |
| Kiesett | 8    | Mark Blundell      | Brabham-Yamaha     | 32    | Kicsúszás          | 24       |        |
| Kiesett | 21   | Emanuele Pirro     | Dallara-Judd       | 16    | Váltó              | 9        |        |
| Kiesett | 24   | Gianni Morbidelli  | Minardi-Ferrari    | 15    | Váltó              | 26       |        |
| Kiesett | 22   | Jyrki Järvilehto   | Dallara-Judd       | 12    | Váltó              | 10       |        |
| Kiesett | 29   | Éric Bernard       | Larrousse-Ford     | 4     | Motorhiba          | 19       |        |
| NK      | 10   | Alex Caffi         | Footwork-Porsche   |       |                    |          |        |
| NK      | 18   | Stefan Johansson   | AGS-Ford           |       |                    |          |        |
| NK      | 26   | Érik Comas         | Ligier-Lamborghini |       |                    |          |        |
| NK      | 12   | Julian Bailey      | Lotus-Judd         |       |                    |          |        |
| NeK     | 33   | Andrea de Cesaris  | Jordan-Ford        |       |                    |          |        |
| NeK     | 31   | Pedro Chaves       | Coloni-Ford        |       |                    |          |        |
| NeK     | 14   | Olivier Grouillard | Fondmetal-Ford     |       |                    |          |        |
| NeK     | 35   | Eric van de Poele  | Lambo-Lamborghini  |       |                    |          |        |

## A világbajnokság állása a verseny után
| H  | Versenyzők         | Pont | H  | Konstruktőrök  | Pont |
| -- | ------------------ | ---- | -- | -------------- | ---- |
| 1. | Ayrton Senna       | 10   | 1. | McLaren-Honda  | 10   |
| 2. | Alain Prost        | 6    | 2. | Ferrari        | 6    |
| 3. | Nelson Piquet      | 4    | 3. | Tyrrell-Honda  | 5    |
| 4. | Stefano Modena     | 3    | 4. | Benetton-Ford  | 4    |
| 5. | Nakadzsima Szatoru | 2    | 5. | Larrousse-Ford | 1    |

## Statisztikák
Vezető helyen:
- Ayrton Senna: 81 (1-81)

Ayrton Senna 27. győzelme, 53. (R) pole-pozíciója, Jean Alesi 1. leggyorsabb köre.
- McLaren 87. győzelme.

Mika Häkkinen és Éric Comas első versenye.